# Daouda Coulibaly
Daouda Coulibaly (1976) è un regista maliano.

## Biografia
Dopo studi in economia e alcuni anni passati ad occuparsi di montaggio per la televisione, decide di diventare regista. Realizza nel 2009 il suo primo cortometraggio Il était une fois l'indépendance, ispirato a un racconto popolare africano. Nel 2010 gira e produce il cortometraggio Tinye So, presentato alla 21ª edizione del Festival del cinema africano, d'Asia e America Latina di Milano.

## Filmografia
- Il était une fois l'indépendance - cortometraggio (2009)
- Tinye So - cortometraggio (2010)
- Wùlu (2016)